# Hoplias malabaricus

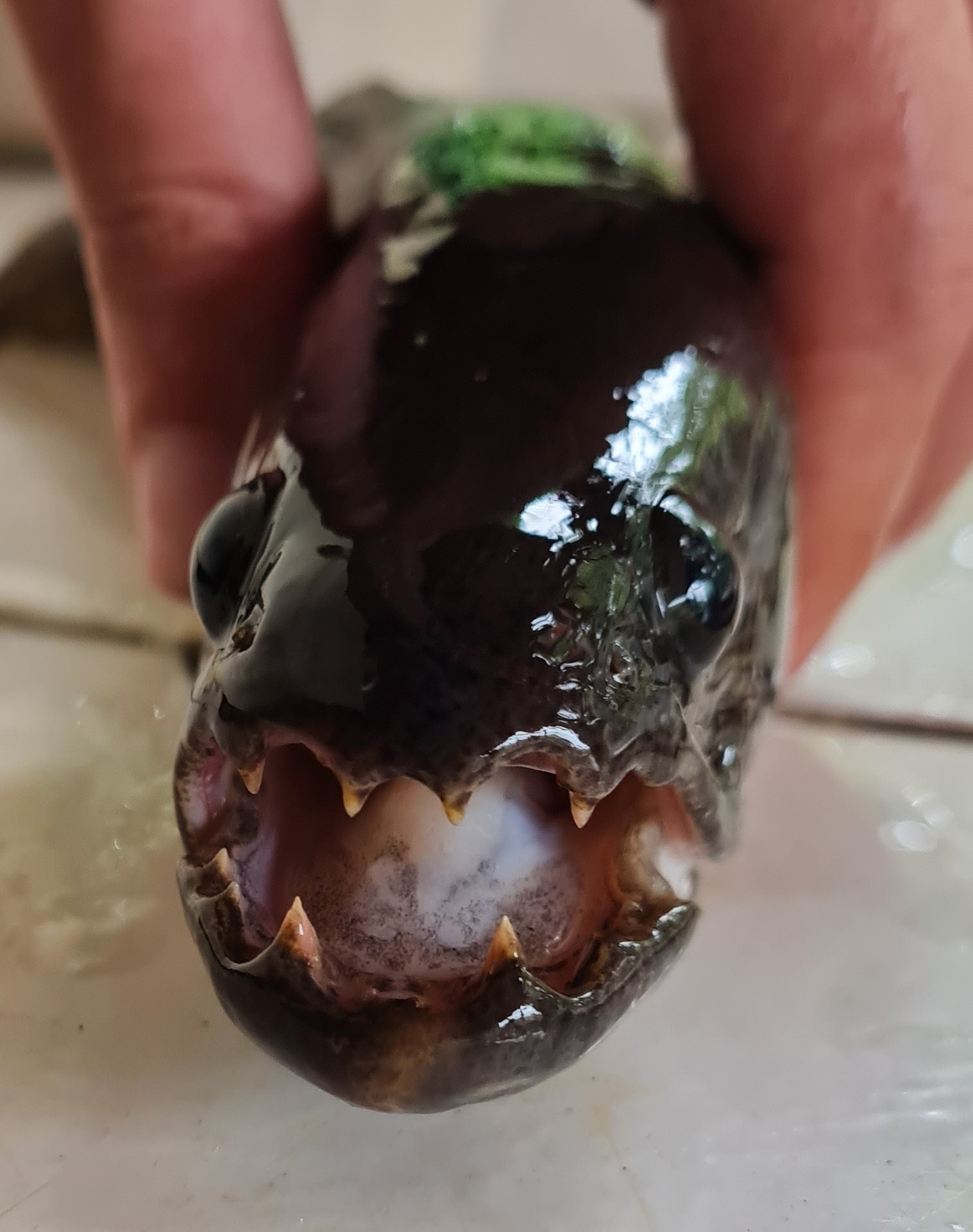
Vista frontal de uma traíra, com os dentes pontiagudos em destaque.

Hoplias malabaricus (Bloch, 1794), popularmente conhecida como traíra, taraíra, tararira, tarira, dientudo, dorme-dorme, maturaqué, robafo e rubafo, é um peixe teleósteo da família Erythrinidae. O dorso é negro, os lados são pardo-escuros e o abdômen é branco. Possui manchas escuras pelo corpo. Não possui nadadeira adiposa. Mede até 70 centímetros de comprimento e pode pesar até 4 kg. É carnívoro, possui dentes cortantes e é uma espécie indesejável na piscicultura por alimentar-se de alevinos.

## Etimologia
"Traíra", "taraíra", "tararira" e "tarira" originaram-se do tupi tare'ira.